# Rudolf Ismayr
Rudolf Ismayr (Landshut, Imperi Alemany 1908 - Marquartstein, Baviera, 14 d'octubre de 1998 - Marquartstein, Baviera 11 de maig de 1998) fou un halter alemany, guanyador de dues medalles olímpiques.
Va participar, als 23 anys, en els Jocs Olímpics d'Estiu de 1932 realitzats a Los Angeles (Estats Units), on va aconseguir guanyar la medalla d'or en la categoria de pes mitjà (-75 kg.), aconseguint així mateix un nou rècord olímpic a l'aixecar un pes de 345 quilos. En els Jocs Olímpics d'Estiu de 1936 realitzats a Berlín (Alemanya nazi) fou l'encarregat de realitzar el Jurament Olímpic en la cerimònia inaugural per part dels atletes i aconseguí guanyar la medalla de plata en la categoria de pes mitjà.
Al llarg de la seva carrera aconseguí guanyar una medalla de plata en el Campionat del Món d'halterofília i quatre medalles en el Campionat d'Europa, entre elles tres d'or.